# 烏格爾欽角

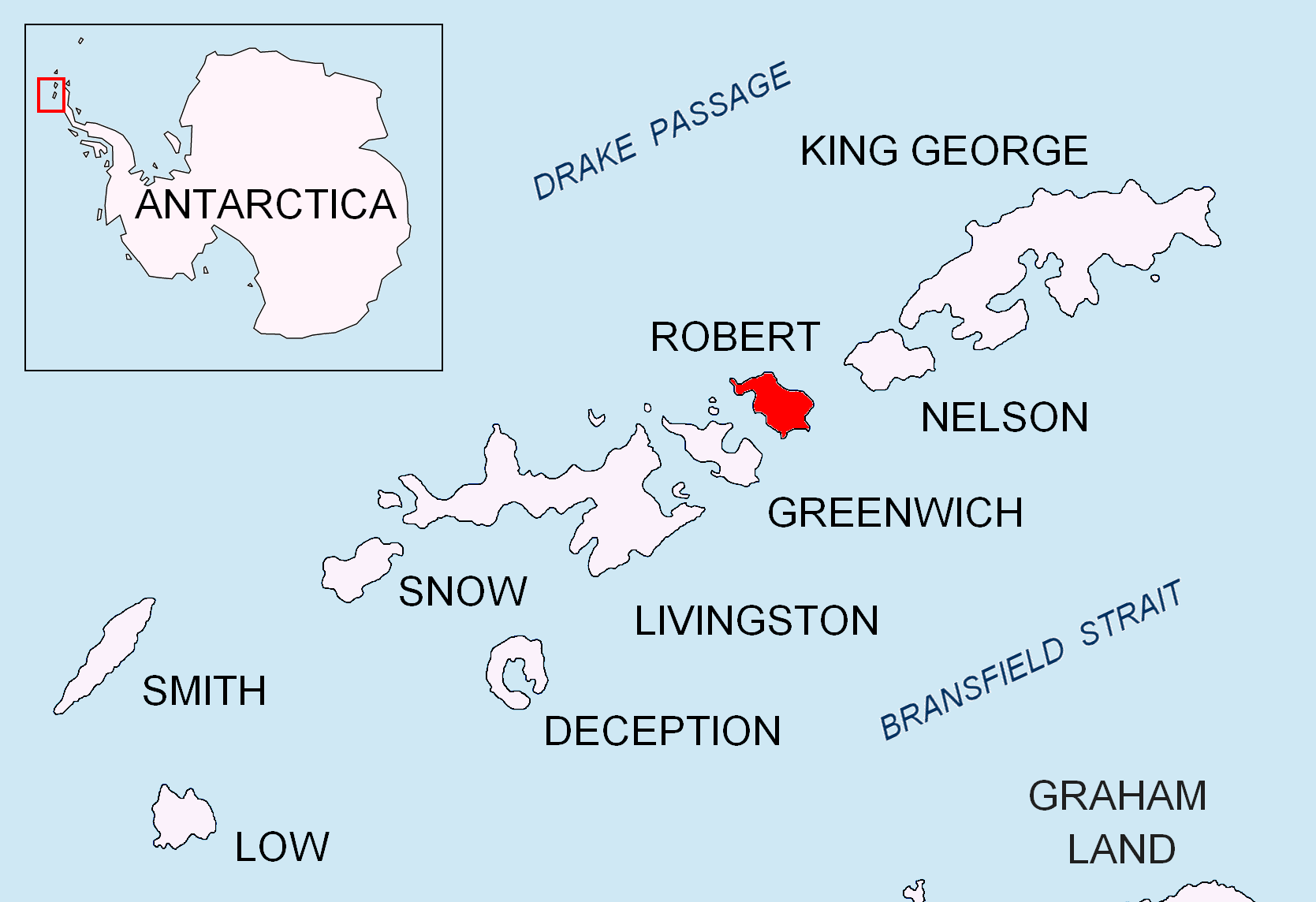

烏格爾欽角是南極洲的海岬，位於南設得蘭群島中羅伯特島的東北岸，處於斯米爾寧斯基角以西4.7公里和紐韋爾角東南面4.2公里，以保加利亞北部的城鎮命名。

## 外部連結
- SCAR Composite Antarctic Gazetteer